# 樫元照幸
樫元 照幸（かしもと てるゆき、1973年 - ）は、日本のジャーナリスト。TBS報道局記者。前ワシントン支局長。TBS社会部長(2025年7月〜)

## 経歴
1973年、宮崎県出身。父親は元MRTアナウンサーの 樫元洋。
1989年、宮崎県立宮崎西高等学校に第16期生として入学。高校時代は野球部に所属し、夏の大会に向けて練習に励み甲子園に出場。3年間の高校生活を経て、1992年に上智大学文学部・新聞学科に入学。大学時代はアメリカに海外留学を経験。
1995年3月に上智大学を卒業。同年4月TBSに入社。報道局に配属。報道局社会部記者として、警視庁記者クラブに通い詰め、主に事件記者として第一線で取材を担当。報道局外信部に配属。海外特派員として、JNNニューヨーク支局に赴任。戦争やテロなどを中心取材をする傍ら、癌と闘う女性を主人公にしたドキュメンタリー番組を制作。この取材した映像は、女優・榮倉奈々主演『余命1ヶ月の花嫁』として映画で大きな反響を呼んだ。その後『NEWS23』の制作記者を経て、2021年JNNワシントン支局長に就任。2025年6月に日本に帰国。 TBS社会部長(2025年7月〜)

## 過去の出演番組
- 『イブニング・ファイブ』（2005年度）